# Waterbury (Vermont)
Pour les articles homonymes, voir Waterbury.
Waterbury est une ville américaine de l'État du Vermont, située dans le comté de Washington. Lors du recensement de 2020, sa population s'élevait à 5 331 habitants.

## Géographie
Waterbury s'étend sur 128,8 km2 et est bordée au sud par la Winooski et traversée par la Little River sur laquelle est établi le réservoir de Waterbury. Elle comprend deux noyaux urbains, Waterbury au sud et Waterbury Center à 5 km au nord.
|         | Stowe     | Worcester |
| Bolton  | Waterbury | Middlesex |
| Duxbury | Moretown  |           |

## Histoire
Waterbury est établie sur le site qui marquait la frontière entre les Mohicans et les Pennacooks. En 1763, le roi George III accorde une charte permettant à la population d'origine européenne de s'installer dans la vallée de la Winooski. James Marsh devient en 1783 le premier Blanc à s'installer dans la région, suivi par de nombreux migrants originaires de Waterbury dans le Connecticut. La municipalité est constituée en 1882 et compte alors environ 2 000 habitants.
L'ancienne municipalité de Waterbury Village est dissoute le 30 juin 2018 et réunie au sein de la ville de Waterbury.

## Politique et administration
La ville est administrée par un conseil de cinq membres élus (Selectboard) qui est responsable de la conduite générale des affaires de la ville. Il a pour fonctions de publier les règlements locaux, préparer le budget, superviser toutes les dépenses de la ville, gérer les employés municipaux et contrôler les bâtiments et les biens de la ville. Il est assisté de « justices de paix » élus et d'un administrateur (clerk town), réunis au sein du Conseil de l'autorité civile.